# Lesão do plexo braquial
Lesão ou lesões do plexo braquial são danos causados aos nervos do plexo braquial, um conjunto de nervos que conduz sinais da medula espinhal, que está alojada no canal espinhal da coluna vertebral, para os membros superiores. Essas lesões podem ocorrer como resultado de traumas, tumores ou inflamações no ombro. Em geral, lesões do plexo braquial podem ser classificadas como obstétricas ou traumáticas. As lesões obstétricas podem acometer recém-nascidos, como uma distócia de ombro durante um parto difícil.  A lesão traumática pode surgir de várias causas, como acidentes de trânsito, principalmente envolvendo motocicletas, e esportes de contato. A síndrome de Parsonage-Turner causa inflamação do plexo braquial sem lesão óbvia, mas com sintomas incapacitantes.

## História
O primeiro relato foi feito pelo obstetra Smellie em 1764. Em 1874 Duchenne e Erb comentam sobre a paralisia das raízes superiores. Onze anos depois, Klumpke descreve a paralisia das raízes inferiores. A reconstrução cirúrgica é realizada por Kennedy, em 1903.

## Anatomia

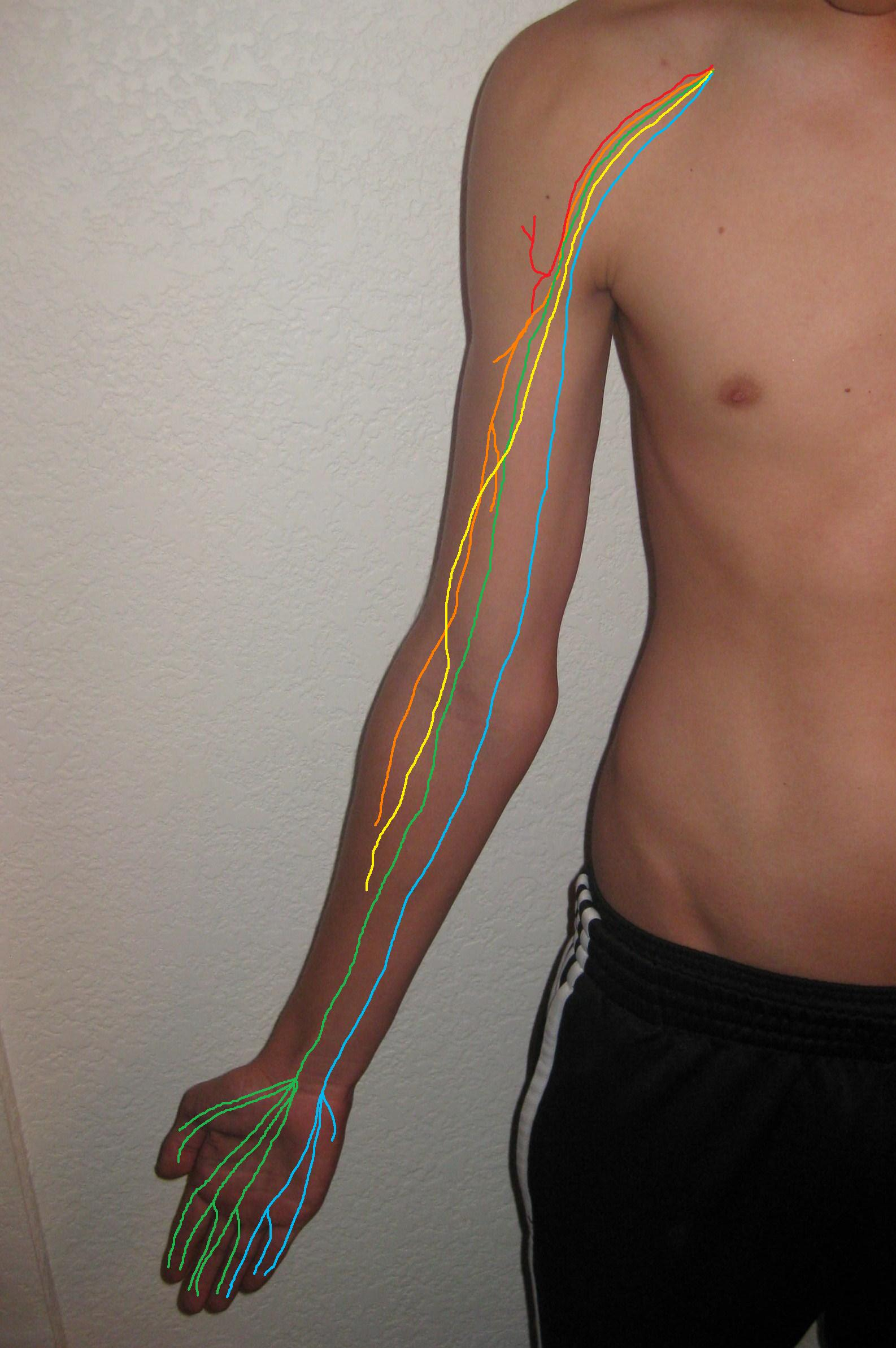
Visão frontal dos cinco nervos do plexo braquial no braço humano,
Axilar, Mediano, Musculocutâneo, Radiale Ulnar.

O plexo braquial é composto de nervos espinhais, que fazem parte do sistema nervoso periférico. Ele inclui os nervos sensoriais e motores que inervam os membros superiores. O plexo braquial inclui os 4 últimos nervos cervicais (C5-C8) e o 1º nervo torácico (T1). Cada um desses nervos se divide em troncos menores, divisões e cordões. O cordão lateral inclui o nervo musculocutâneo e o ramo lateral do nervo mediano. O cordão medial inclui o ramo medial do nervo mediano e o nervo ulnar. O cordão posterior inclui o nervo axilar e o nervo radial.
A sensibilidade e motricidade do membro superior é responsabilidade das raízes nervosas do plexo braquial (chamadas de C5, C6, C7, C8 e T1). As raízes C5 e C6 (tronco superior) tem a função básica de movimento do ombro e flexão do cotovelo. C7 (tronco médio) comanda o conjunto muscular extensor do cotovelo, extrínseco do polegar e dedos. C8 e T1 são responsáveis por muitos movimentos da mão, flexor extrínseco e musculatura intrínseca.
A inervação do braço é composta pelo plexo braquial localizado nas axilas e pescoço. Os ramos anteriores dos quatro nervos espinhais cervicais inferiores (C5,C6,C7,C8) e do primeiro torácico (T1) podem ter sofrido rompimento ou estiramento.

## Mecanismo
A lesão do plexo braquial pode acontecer em muitos ambientes. Esses podem incluir esportes de contato, acidentes de trânsito e no nascimento. Embora estes sejam apenas alguns eventos comuns, existe pelo menos um de dois mecanismos de lesão, que permanecem constantes durante o momento da lesão: tração e impacto pesado. Esses dois mecanismos afetam os nervos do plexo braquial e causam a lesão.

Tração, também conhecida como estiramento, é um dos mecanismos que causam lesão do plexo braquial. Os nervos são danificados pela força de tração que afasta o ombro e o pescoço. Visão aproximada do mecanismo de tração na cervical. A linha vermelha representa o estiramento dos nervos.

### Tração
A tração ocorre em um movimento forte e provoca uma tensão entre os nervos. Existem dois tipos de tração: para baixo ou para cima. Na tração descendente há uma tensão do braço, que obriga o ângulo do pescoço e ombro a tornar-se mais largo. Essa tensão é forçada e pode causar lesões das raízes superiores e do tronco dos nervos do plexo braquial. A tração para cima também resulta na ampliação do ângulo de pescoço e ombro, mas desta vez os nervos T1 e C8 são arrancados.

### Impacto
Forte impacto no ombro é o segundo mecanismo mais comum de causa de lesão do plexo braquial. Dependendo da gravidade do impacto, as lesões podem ocorrer em todos os nervos do plexo braquial. A localização de impacto também afeta a gravidade da lesão e, dependendo da localização, os nervos do plexo braquial podem ser rompidos ou avulsados. Algumas formas de impacto que causam lesão do plexo braquial são luxação do ombro, fratura de clavícula, hiperextensão do braço e, por vezes, o parto. Durante o parto, o ombro do bebê pode roçar contra o osso pélvico da mãe. Durante este processo, o plexo braquial pode receber danos, resultando em lesões. A incidência desses casos no nascimento é de 1 em 1.000, baixa em comparação com outras lesões do plexo braquial identificadas.

## Causas
Na maioria dos casos, as raízes nervosas são esticadas ou rasgadas da sua origem, já que a cobertura de meninges de uma raiz nervosa é mais fina do que a bainha que envolve o nervo. O epineuro do nervo é continuo com dura-máter, fornecendo suporte extra para o nervo.
Lesões do plexo braquial resultam tipicamente de estiramento excessivo, ruptura de um nervo, mas não na medula espinal, ou de lesões por avulsão, onde o nervo é arrancado da medula espinhal. Um acúmulo de tecido cicatricial em torno de um local de lesão do plexo braquial também pode colocar pressão sobre o nervo lesado, interrompendo a inervação dos músculos. Embora as lesões possam ocorrer a qualquer momento, muitas lesões do plexo braquial acontecem durante o parto: os ombros do bebê podem sofrer um impacto durante o nascimento fazendo com que os nervos do plexo braquial estiquem ou rasguem. Lesões obstétricas podem ocorrer a partir de uma lesão mecânica, incluindo a distócia de ombro, as mais comuns resultando de alongamento do plexo braquial da criança durante o parto, principalmente vaginal, mas ocasionalmente cesariana. O estiramento excessivo resulta em uma função motora e/ou sensorial incompleta do nervo lesado.
As lesões do plexo braquial podem ser localizadas na frente ou atrás da clavícula, em perturbações nervosas, ou em uma avulsão da raiz de um nervo da medula espinhal. Estas lesões são diagnosticadas com base em exames clínicos, testes de reflexo do axônio e testes eletrofisiológicos. Lesões do plexo braquial requerem um tratamento rápido para o paciente ter uma recuperação funcional completa (Tung, 2003). Estes tipos de lesões são mais comuns em jovens adultos do sexo masculino.
Lesões do plexo braquial traumáticas podem surgir de várias causas, incluindo esportes, acidentes com veículos motorizados de alta velocidade, especialmente em motociclistas, mas também em acidentes com outros tipos de veículo. Ferimentos causados por um golpe direto para o lado lateral da escápula também são possíveis. A gravidade das lesões nervosas pode variar desde de um estiramento suave até a raiz nervosa rasgar a partir da medula espinhal (avulsão). "O plexo braquial pode ser prejudicado por quedas de altura para o lado da cabeça e ombro, em que os nervos do plexo são violentamente esticados ... O plexo braquial pode também ser ferido por violência direta ou arma de fogo, por tração violenta no braço, ou por esforços para reduzir uma luxação da articulação do ombro”.

### Tipos de lesões
Lesões do plexo braquial podem ser divididas em três tipos:
1. Uma lesão do plexo braquial superior, que decorre de flexão lateral excessiva do pescoço para fora do ombro. Mais comumente, o uso de fórceps no parto ou cair sobre o pescoço em um ângulo provocam lesões do plexo superior levando à paralisia de Erb.[22] Este tipo de lesão produz um sinal muito característico, chamada de deformidade da gorjeta do garçom, devido à perda dos rotadores laterais do ombro, flexores do braço e extensores da mão.[2][23]
2. Menos frequente, a lesão do plexo braquial inteiro[24]
3. Mais rara, uma súbita tensão para cima em um braço (como quando alguém para uma queda segurando-se em um galho de árvore) produz uma lesão do plexo braquial inferior, em que os nervos da oitava cervical (C8) e primeiro torácico (T1) são lesionados, “seja antes ou depois que eles se uniram para formar o tronco inferior. A subsequente paralisia afeta, principalmente, os músculos intrínsecos da mão e os flexores do punho e dedos". Isso resulta em uma forma de paralisia conhecida como paralisia de Klumpke.[22][25]

## Classificação da lesão
A gravidade da lesão do plexo braquial é determinada pelo tipo de danos nos nervos. Existem vários sistemas de classificação diferentes para determinar a gravidade das lesões nervosas e do plexo braquial. A maioria dos sistemas tentam correlacionar o grau de lesão com sintomas, patologia e prognóstico. A classificação de Seddon, criada em 1943, continua a ser utilizada, e baseia-se em três tipos principais de lesão de fibras nervosas, e se há continuidade do nervo.
1. Neurapraxia: A forma mais branda de lesão do nervo. Envolve uma interrupção da condução do nervo sem perda da continuidade do axônio. A recuperação se dá sem degeneração Walleriana.[26][27]
2. Axoniotmese: Envolve a degeneração axonal, com perda da relativa continuidade do axónio e sua cobertura de mielina, mas preservação da estrutura do tecido conectivo do nervo (o tecido de encapsulamento, o epineuro e o perineuro estão preservados).[26][28]
3. Neurotmese: A forma mais grave de lesão do nervo, em que o nervo é completamente interrompido pela tração, contusão ou laceração. Não só o axônio, mas o tecido conjuntivo encapsular perde sua continuidade. O grau mais extremo de neurotmese é a transecção, embora a maioria das lesões neurotméticas não produzem perda bruta de continuidade do nervo, mas sim, o rompimento interno da arquitetura do nervo suficiente para envolver perineuro e endoneuro, bem como axônios e sua cobertura. O tratamento necessita de cirurgia, com recuperação imprevisível.[26][29]

Um sistema mais recente e comumente utilizado, descrito por Sydney Sunderland, divide as lesões nervosas em cinco graus: o primeiro grau ou neurapraxia, seguindo o utilizado por Seddon, em que o isolamento ao redor do nervo, chamado mielina, é danificada, mas o próprio nervo é poupado; e do segundo ao quinto grau, que denota o aumento da gravidade da lesão. Com ferimentos de quinto grau, o nervo é completamente dividido.

## Epidemiologia

### Adultos

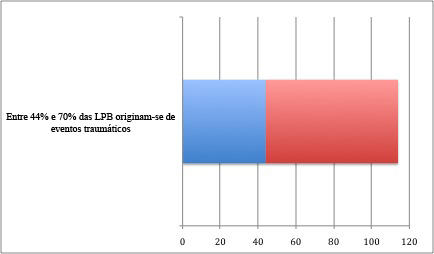
Evento traumático de lesão do plexo braquial

A epidemiologia da lesão do plexo braquial, também conhecido como BPI (brachial plexus injury, em inglês), é encontrada tanto em crianças como em adultos, mas existe uma diferença entre os casos de ambos. A lesão do plexo braquial é mais comumente encontrado em jovens adultos saudáveis, entre as idades de 14 a 63 anos de idade, sendo 50% dos pacientes entre as idades de 19 e 34 anos de idade, e com pacientes do sexo masculino sendo 89% do grupo de risco. A lesão do plexo braquial é uma lesão traumática cuja ocorrência está aumentando ao longo dos anos.

### Crianças

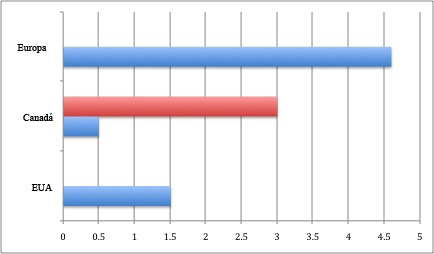
Incidência de paralisia do plexo braquial obstétrica

Quanto à epidemiologia da lesão de plexo braquial para crianças, chamada de paralisia do plexo braquial obstétrica ou PBO ou ainda OBPP (obstetrical brachial plexus palsy, em inglês), ocorre em sua maioria em recém-nascidos, que variam entre 0,38 a 1,56 por 1000 nascimentos devido aos tipos de cuidados e o peso médio dos bebês em diferentes regiões do mundo. Por exemplo, um estudo foi feito para a incidência de OBPP onde EUA é de cerca de 1,51 casos por 1.000 nascidos vivos, um estudo canadense, onde a incidência foi entre 0,5 e 3 lesões por 1.000 nascidos vivos, e os países europeus, tais como um estudo holandês relatou uma incidência de 4,6 por 1.000 nascimentos. Recém-nascidos com lesão do plexo braquial foram mais comumente encontrados em mulheres diabéticas cujos bebês pesavam mais de 4,5 kg no nascimento, juntamente com diferentes tipos de parto. Os riscos de lesão do plexo braquial para os recém-nascidos são aumentados com peso de nascimento, partos com assistência de vácuo, e não ser capaz de lidar com a glicose.

### Lesões traumáticas

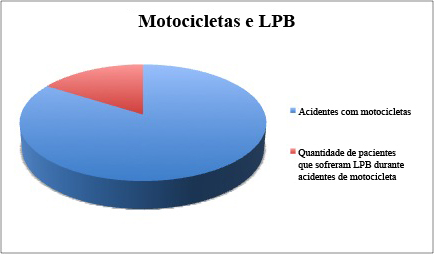
Motocicletas e lesões do plexo braquial

Lesões do plexo braquial ocorrem entre 44% a 70% com lesões traumáticas, como acidentes de moto, atividades esportivas, ou mesmo nos locais de trabalho, sendo 22% os ferimentos em motocicletas e cerca de 4,2% tendo danos no plexo. Pessoas que têm acidentes com motocicletas e snowmobiles têm maiores riscos de terem lesões do plexo braquial.

## Sinais e Sintomas
Os sinais e sintomas podem incluir braço flácido ou paralisado, falta de controle muscular no braço, mão ou pulso, e falta de sensibilidade  no braço ou na mão. Apesar de vários mecanismos poderem gerar lesões do plexo braquial, os mais comuns são a compressão do nervo ou o estiramento. Recém-nascidos, especialmente, podem sofrer lesões do plexo braquial durante o parto, apresentando padrões típicos de fraqueza, dependendo de que parte do plexo braquial foi afetada. A forma mais grave de lesão é a avulsão da raiz nervosa, que resulta em fraqueza completa nos músculos correspondentes. Geralmente ocorrem em impactos de alta velocidade comuns em colisões de automóveis ou mesmo de bicicleta.

### Consequências

Esquema mostrando as inervações cutâneas do plexo braquial

As principais conseqüências em lesões do plexo braquial são paralisia total ou parcial do braço, ombro, mãos e antebraço, além de transtornos de sensibilidade e dependendo do caso dor. Nas regiões onde não existe recrutamento de fibras musculares irá ocorrer atrofia muscular. Dependendo do local da lesão do nervo, ela pode afetar o braço total ou parcialmente. Por exemplo, dano no nervo musculocutâneo enfraquece os flexores do cotovelo, lesão do nervo mediano provoca dor no antebraço e paralisia do nervo ulnar leva a perda de força no punho e dormência nos dedos. Em alguns casos, esses ferimentos podem causar paralisia total e irreversível. Em casos menos graves, essas lesões limitam o uso desses membros e causam dor.
Os sinais da lesão do plexo braquial são, portanto, fraqueza no braço, reflexos diminuídos, e os correspondentes déficits sensoriais.
- Paralisia de Erb: "A posição do membro, sob tais condições, é característica: o braço pendurado ao lado e gira medialmente; o antebraço está estendido e pronado. O braço não pode ser levantado a partir do lado; todo o poder de flexão do cotovelo é perdido, assim como a supinação do antebraço”.[22]
- Paralisia de Klumpke: uma forma de paralisia envolvendo os músculos do antebraço e da mão,[38] um sinal característico é a mão formando uma garra, devido à perda da função do nervo ulnar nos músculos intrínsecos que ele fornece à mão.[23]

Um estudo brasileiro também mostrou que um déficit sensório-motor nos membros superiores após uma lesão do plexo braquial afeta o equilíbrio corporal na posição vertical. Os pacientes examinados tiveram uma pontuação menor na Escala de Equilíbrio de Berg uma maior dificuldade em manter-se na posição unipodal durante um minuto e tenderam a distribuir o peso do corpo para o lado afetado pela lesão. Além disso, os pacientes exibiram uma maior variabilidade da oscilação postural avaliada por meio do índice de estabilidade direcional. Estes resultados servem como um alerta a comunidade clínica sobre a necessidade de prevenir e tratar os desfechos secundários desta condição.

## Diagnóstico
O diagnóstico pode ser confirmado por um exame de eletroneuromiografia (EMG), além da avaliação por exames médicos na clínica, onde será avaliado grau de força, reflexo, sensibilidade e outros fatores.. A evidência de desnervação será evidente. Se não há condução nervosa 72 horas após a lesão, então a avulsão é mais provável. O método de diagnóstico mais avançado é a ressonância magnética do plexo braquial usando um scanner de MRI com alto Tesla, como 1,5 T ou mais. A ressonância magnética ajuda na avaliação das lesões no contexto específico do local, extensão e as raízes nervosas envolvidas. Além disso, a avaliação da medula cervical e alterações pós-traumáticas nos tecidos moles também podem ser visualizadas.

## Tratamento
O tratamento para lesões do plexo braquial inclui órtese ou imobilização, terapia ocupacional ou física e, em alguns casos, cirurgia. Algumas lesões do plexo braquial podem curar sem tratamento. Geralmente espera-se três meses antes de qualquer intervenção cirúrgica, visando indícios de recrutamento de fibras nervosas. Por vezes é necessária a utilização de órteses e tipoias.
Muitas crianças se recuperam dentro de 6 meses, mas aqueles que não apresentam melhora têm um prognóstico ruim e vão precisar de cirurgia para tentar compensar os déficits de nervos.  A capacidade de dobrar o cotovelo (função bíceps) ao terceiro mês de vida é considerado um indicador de provável recuperação, com o movimento ascendente do pulso, bem como a extensão do polegar e dos dedos sendo indicadores adicionais ainda mais fortes de uma excelente melhora espontânea. Exercícios de movimento gentis realizados pelos pais, acompanhados por repetidos exames por um médico, pode ser tudo o que é necessário para pacientes com fortes indicadores de recuperação.
Os exercícios mencionados podem ser feitos para ajudar a reabilitar casos leves da lesão. No entanto, em lesões do plexo braquial mais graves podem ser utilizadas intervenções cirúrgicas. A função pode ser restaurada por reparações nervosas, substituições nervosas, e cirurgia para remover tumores que causam a lesão. Outro fator crucial a notar é que problemas psicológicos podem dificultar o processo de reabilitação devido a uma falta de motivação do paciente. Além de promover um processo de recuperação física, é importante não negligenciar o bem-estar psicológico de um paciente. Isto é devido à possibilidade de depressão ou complicações com lesões na cabeça.

### Reabilitação
Existem muitos tratamentos para facilitar o processo de recuperação em pessoas com lesão do plexo braquial. As melhoras ocorrem lentamente e o processo de reabilitação pode levar vários anos. Muitos fatores devem ser considerados ao estimar o tempo de recuperação, tais como diagnóstico inicial da lesão, gravidade da lesão e tipos de tratamentos utilizados. Algumas formas de tratamento incluem enxertos de nervos, medicação, descompressão cirúrgica, transferência de nervo, fisioterapia e terapia ocupacional.

### Terapia ocupacional
Ter um programa de terapia ocupacional ou fisioterapia eficaz é importante quando se lida com as circunstâncias de lesões do plexo braquial. Uma das principais metas da reabilitação é evitar a atrofia muscular até que os nervos recuperem a função. A estimulação elétrica é um tratamento eficaz para ajudar os pacientes a atingir este objetivo fundamental. Exercícios que envolvem extensão, flexão, elevação, depressão, abdução e adução do ombro facilitam a cura envolvendo os nervos nos locais danificados assim como melhoram a função muscular. O alongamento é feito diariamente para melhorar ou manter amplitude de movimento. O alongamento é importante para a reabilitação, uma vez que aumenta o fluxo sanguíneo para o ferimento, assim como facilita os nervos a funcionarem corretamente.

## Prognóstico
O local e o tipo de lesão do plexo braquial determinam o prognóstico. Lesões com avulsão e ruptura requerem intervenção cirúrgica a tempo para qualquer chance de recuperação. Para ferimentos mais leves que envolvem o acúmulo de tecido cicatricial e de neuropraxia, o potencial de melhoria varia, mas há um prognóstico razoável para a recuperação espontânea, com um retorno de 90% a 100% da função.